# Präriesporrsparv
Ej att förväxla med präriesparven.
Präriesporrsparv (Rhynchophanes mccownii) är en nordamerikansk fågel i familjen sporrsparvar inom ordningen tättingar.

## Kännetecken

### Utseende
Präriesporrsparven är en medelstor (14-16) och kortstjärtad lappsparv med kraftig, konformad näbb och ordentligt med vitt i stjärten likt en stenskvätta. Hane i häckningsdräkt är karakteristisk med svart näbb och huvudsakligen grå fjäderdräkt med svartvit mönster på huvudet, en svart fläck på bröstet och en kastanjebrun på vingen. Utanför häckningsdräkt har den skär näbb, brunaktigt ansikte och bara antydningar av bröst- och vingfläckarna. Honan och ungfågeln är ljusare än andra lappsparvar med relativt otecknad ansikte, vitt på strupe och buk men beigefärgat bröstband och ett ljust och brett ögonbrynsstreck. Vissa ljusa individer kan påminna om gråsparvshonor.

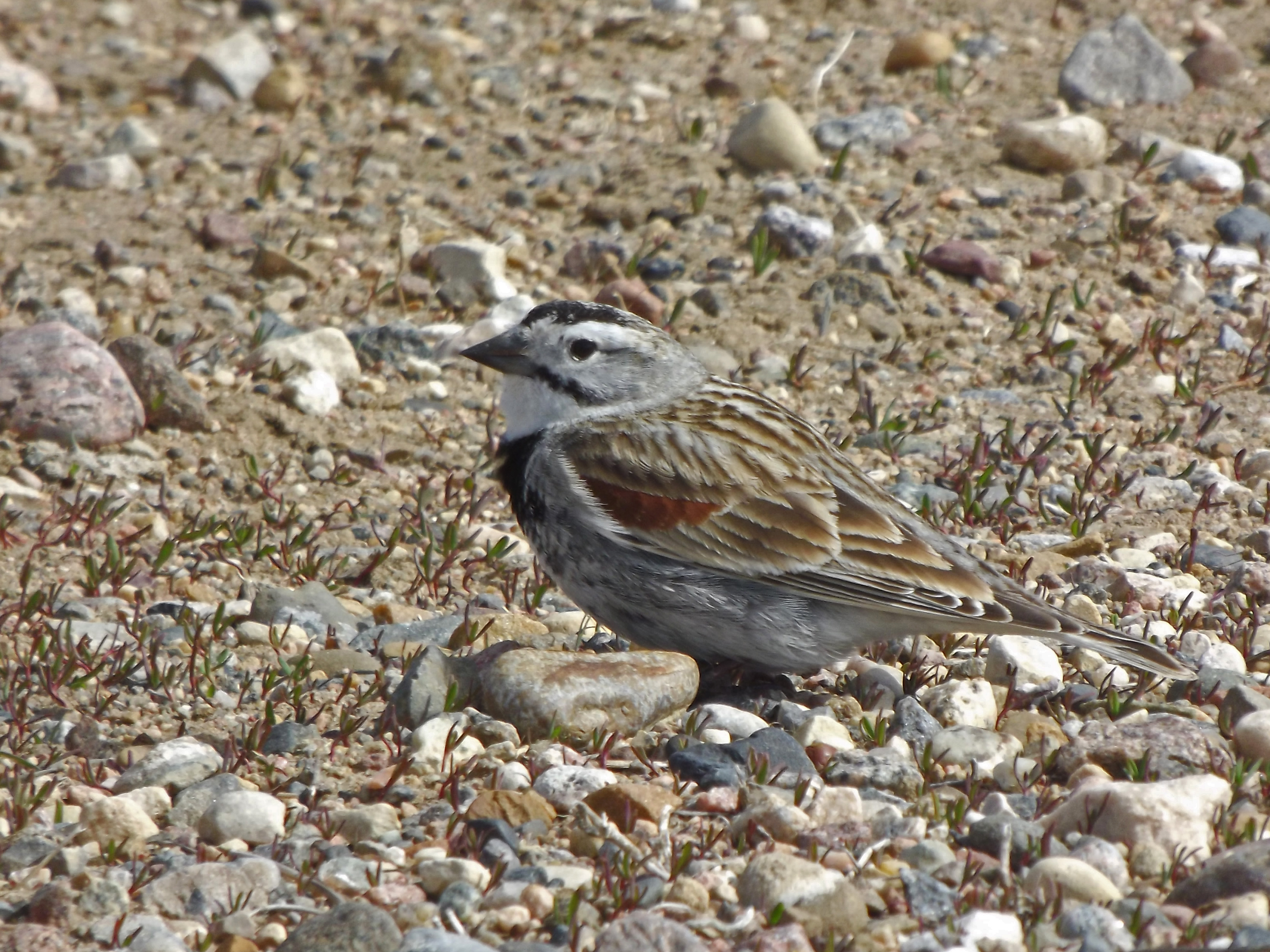
Hane.

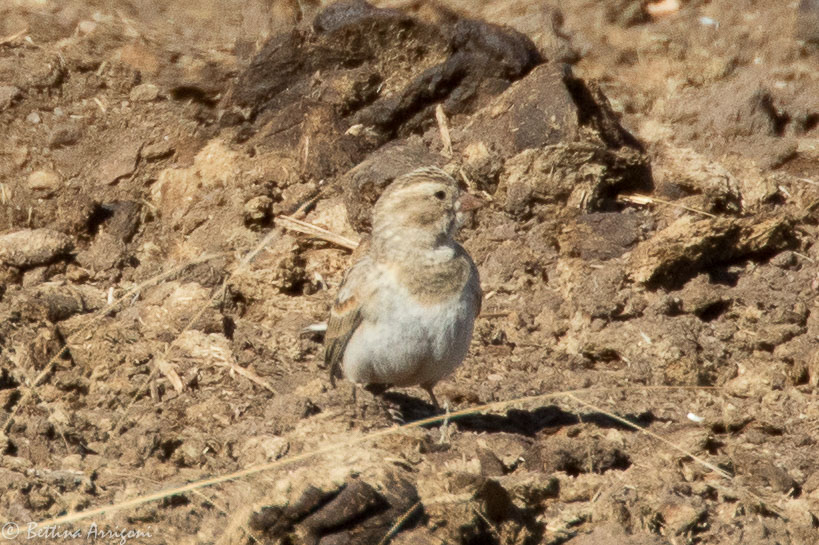
Hona eller ungfågel.

### Läten
Sången som framförs i sångflykt (se Levnadssätt nedan) är en relativt mörk och formlös melodi, i engelsk litteratur återgiven "flideli fledeli fleedlili freew". Bland lätena hörs ett "poik" och ett kort och mjukt skallrande ljud.

## Utbredning och systematik
Fågeln häckar i ett område från södra Kanada till nordcentrala USA, närmare bestämt i sydöstra Alberta och sydcentrala Saskatchewan söderut till Montana, västra North Dakota, Wyoming, sydvästra South Dakota, nordcentrala Colorado och västra Nebraska. Vintertid flyttar den till ett område i södra USA (huvudsakligen i nordvästra och sydcentrala Texas, västra Oklahoma, östra New Mexico och sydöstra Arizona, sällsynt även i södra Kalifornien, sydöstra Colorado, västra Kansas och östra Texas). Den ses också i norra Mexiko, söderut till norra Durango och tillfälligtvis Zacatecas). Arten behandlas som monotypisk, det vill säga att den inte delas in i några underarter.

Utbredningsområdet för prärielappsparven, där orange betecknar vistelse sommartid, blått vintertid och gult under flyttningen.

### Släktestillhörighet
Tidigare placerades den i släktet Calcarius, men genetiska studier visar att den är närmare släkt med snösparvarna i Plectrophenax och förs numera som enda art till släktet Rhynchophanes.

### Familjetillhörighet
Präriesporrsparven bildar en grupp tillsammans med övriga lappsparvar i Calcarius och de två arterna snösparvar. Traditionellt behandlas de som en del av familjen fältsparvar (Emberizidae). Genetiska studier visar dock att gruppen utgör en egen, äldre utvecklingslinje som inte är närmast släkt med fältsparvarna. Arterna har därför lyfts ut ur Emberizidae och behandlas numera som en egen familj, sporrsparvar (Calcariidae).

## Levnadssätt
Präriesporrsparven hittas i vida kortvuxna prärier, men kan också häcka i betesmarker. Vintertid besöker den även plogade fält och kan då ses tillsammans med andra lappsparvsarter och berglärka. Födan består av frön, säd och insekter som den plockar på marken.

### Häckning
Hanen utför en vacker spelflykt seglande nedåt med utspärrade vingar och stjärt. Den kan även sjunga på marken och visar upp sig för honan genom att lyfta en vinge. Det skålformade boet placeras i en uppskrapad grop i marken. Däri lägger den två till sex ägg. Fågeln är vanligen monogam, men vissa hanar har två honor och bon samtidigt. Honan väljer boplats och bygger boet medan båda könen hjälps åt att ruva och mata ungarna.

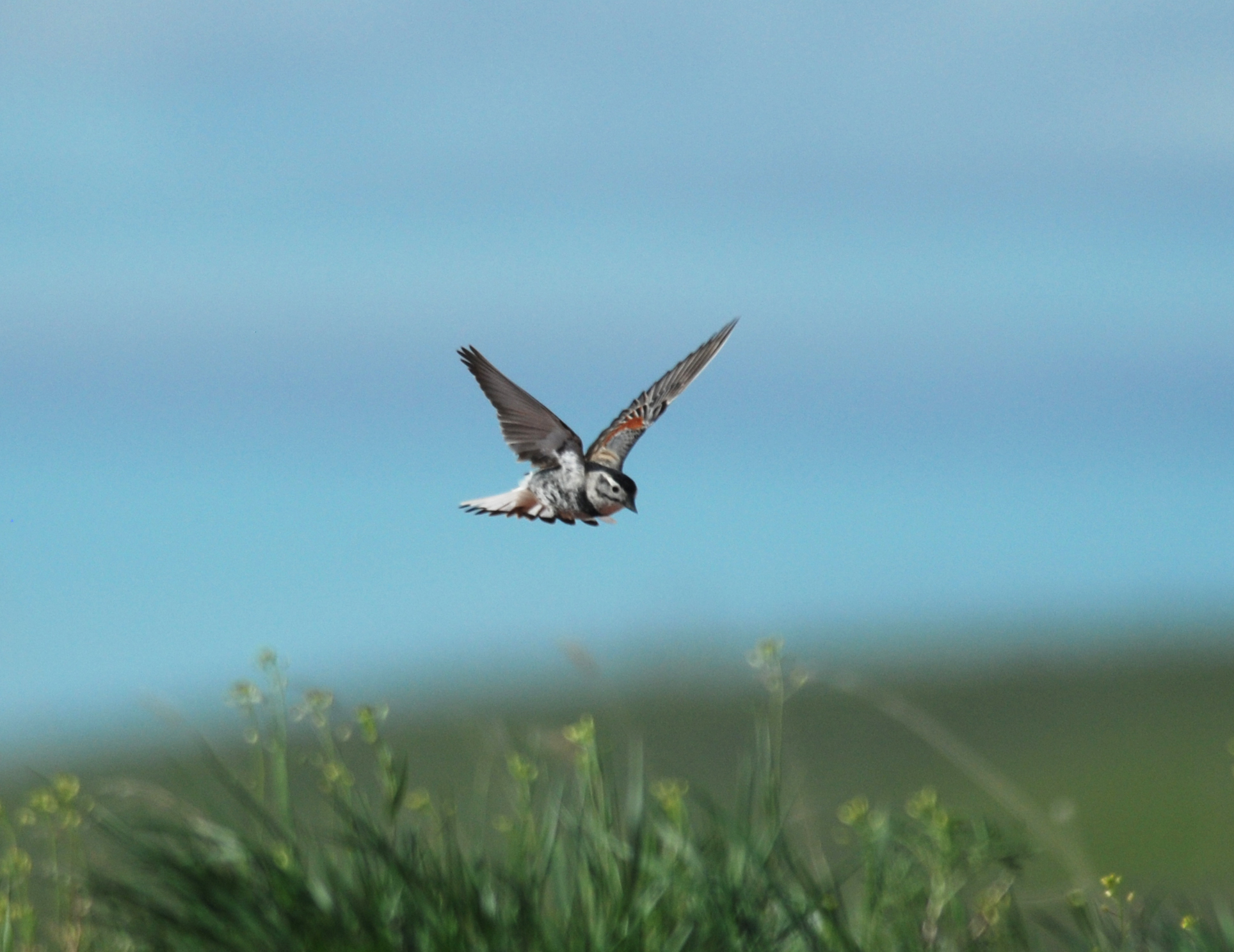
Hane i spelflykt.

## Status och hot
Arten har ett stort utbredningsområde och en stor population, men tros minska i antal, mellan 1966 och 2015 med hela 94%. Nedgången anses dock har avstannat och arten bektraktas inte som hotad. Internationella naturvårdsunionen IUCN kategoriserar den som livskraftig (LC). Världspopulationen uppskattas till 840 000 häckande individer.

## Namn
Fågelns vetenskapliga artnamn hedrar John Porter McCown (1815-1879), generalmajor i US Army men också naturforskare och samlare av specimen. Arten kallades tidigare prärielappsparv, men blev tilldelat ett nytt namn 2025 av Birdlife Sveriges taxonomikommittén för att betona att arten inte är en del av lappsparvssläktet Calcarius.